# Прозелитизам
Прозелитизам (стгрч. προσήλυτος [] – „придошлица, дошљак”) је манија или помама обраћања у неку веру присталица друге вере, тежња оних који гледају да, нарочито нечасним и ружним средствима, присталице друге верске странке придобију за своју странку.
Прозелит представља дошљака, придошлицу; то је обраћеник, онај који је прешао у другу веру, онај који је из једне странке, нарочито верске, прешао у неку другу (израз потиче од грчког јудаизма, када су се, у време Христово, овако називали незнабошци који су примили јеврејску веру).
Типичан пример прозелитизма је унијаћење православних Срба у Далмацији или Кукушка унија у 19. веку, које је спроводила католичка црква под покровитељством Аустријског царства у Далмацији и Француске у Македонији. Православци су прелазили у гркокатоличку веру из страха од глади и смрти, јер је помоћ у храни давана само онима који су постали унијати, под истим условом су могли да се запосле на државним пословима и прехране породицу, па чак и да буду ослобођени кривице на суду ако су нешто згрешили или им је то смишљено приписано. Истовремено су затварани православни свештеници који су се супротстављали прозелитизму. Руска православна црква оптужује Римокатоличку цркву за прозелитизам на подручју Русије од 1991. године. У Грчкој је прозелитизам уставом забрањен.